# 端多布色楞
端多布色楞（？—1841年），蒙古族，伊克昭盟鄂尔多斯右翼后旗人，鄂尔多斯右翼后旗札萨克固山贝子，後任伊克昭盟盟长兼鄂尔多斯济农。

## 生平
1812年，端多布色楞袭任鄂尔多斯右翼后旗札萨克固山贝子。1834年，端多布色楞任伊克昭盟盟长兼鄂尔多斯济农。1841年，端多布色楞逝世。